# Tres Vueltas de Igualada
Las Tres Vueltas de Igualada (en catalán: Tres Tombs d'Igualada) es una fiesta tradicional del municipio de Igualada, Barcelona, relacionada con las celebraciones del día de San Antonio Abad. Se trata de la fiesta de las Tres Vueltas más antigua de Cataluña, declarada Fiesta de Interés Turístico Nacional por el Gobierno de España.

## Historia
Como muchas de las tradicionales fiestas de las Tres Vueltas dedicadas a San Antonio Abad (conocido también como San Antón), el origen de la fiesta va ligado al gremio de los arrieros (traginers). En 1822 se fundó el Antiguo Gremio de Arrieros de Igualada, originalmente con el nombre de Gremio de San Antonio Abad y más tarde Sociedad de San Antonio, Alianza de los Arrieros y Gremio de Carreteros de Igualada. A mediados del siglo XIX, los arrieros de Igualada, como en otras partes de Cataluña, se hicieron cargo de la fiesta patronal, considerando al santo protector de los animales también su patrón.
En la edición de la revista El Eco de Igualada de 1868-1869 ya aparece una crónica de la fiesta, y de ahí en adelante casi todas las publicaciones periódicas se han hecho eco de las celebraciones. Durante la guerra civil, los arrieros de la Huerta Vieja celebraron en secreto y de forma limitada los tradicionales elementos de la fiesta, a saber, la misa a San Antonio, la bendición de animales y las tres vueltas.

## Descripción
El viernes anterior al 17 de enero, día de San Antonio, se hace la presentación de los abanderados, la pubilla ("heredera") y las damas de honor en el salón de plenos del Ayuntamiento con la asistencia de todo el consistorio y otras autoridades de la ciudad. En el transcurso del acto se hace entrega de las banderas a los que serán sus portadores durante todos los actos que se realicen durante el año.
El día 17 por la mañana comienza un desfile por el domicilio del abanderado mayor, recogiendo la «bandera grande», con la participation de los trabuqueros, la banda municipal de Igualada, la heredera y damas de honor, familiares, amigos, socios y simpatizantes. La procesión, que posteriormente pasa por recoger la «bandera pequeña», sigue hasta la Basílica Arciprestal Santa María, donde tiene lugar un solemne oficio concelebrado por los rectores de todas las parroquias de la ciudad, y con la colaboración de la Schola Cantorum cantando los gozos del Santo. Terminado el oficio, los asistentes reciben los panecillos benditos del Santo y finalmente ponen rumbo de vuelta hacia los domicilios de los abanderados, donde todos son invitados a un aperitivo.
El sábado por la noche tiene lugar el famoso pasacalle nocturno por las principales calles de la ciudad, con la participación de abanderados, la pubilla y damas de honor, jinetes, carros, carruajes y la carroza del Santo. Se incluye una variedad de carros que incluye carros de leña, de paja, de leche, carros de bomberos, de barrido de las calles e incluso de servicios funerarios. La desfilada tiene como particularidad el acompañamiento de la música de la Patera, un antiguo baile de la ciudad. Al devolver las banderas a sus domicilios, los abanderados obsequian a todos los acompañantes con coca y barreja. Por la noche tiene lugar el baile de socios, inaugurado por la heredera y los abanderados, donde no falta el típico vals de las Tres Vueltas, el tradicional baile del Fanalet y el baile de Ramos.
El domingo de las Tres Vueltas (diumenge dels Tres Tombs) se organiza un almuerzo para todos los participantes, incluidos foráneos y turistas. A las 12 en punto se da la salida de las Tres Tombs, el recorrido de tres vueltas con una distancia aproximada de 3 kilómetros, durante el cual se procede a la bendición de los animales y panecillos (que luego se reparten entre los participantes). Por la tarde tiene lugar el tradicional dinar de germanor (la comida de hermandad), donde es habitual reunirse más de 350 comensales. El lunes siguiente, en otra iglesia de la ciudad, se celebra una misa en honor a los socios difuntos.